# Parafia Najświętszej Maryi Panny Nieustającej Pomocy w Lublinie
Parafia Najświętszej Maryi Panny Nieustającej Pomocy w Lublinie – parafia rzymskokatolicka w Lublinie, należąca do archidiecezji lubelskiej i Dekanatu Lublin – Północ. Została założona 9 listopada 1995. Mieści się przy ulicy Milenijnej 7.

## Zasięg parafii
Do parafii należą wierni z Lublina, będący mieszkańcami osiedla im. M. Karłowicza oraz ulic: Al. Smorawińskiego, Al. Spółdzielczości Pracy, Bursaki, Chodźki, Choiny, Fieldorfa, Górskiej, Kameralnej, Kisielewskiego, Lawinowej, Mackiewicza, Szeligowskiego, Młodej Polski, Nowowiejskiego, Oratoryjnej, Organowej, Pileckiego, Północnej (fragment pomiędzy ulicami Szeligowskiego a Kompozytorów Polskich) i Związkowej. Budowę kościoła rozpoczęto w roku 1996.